# Yuman

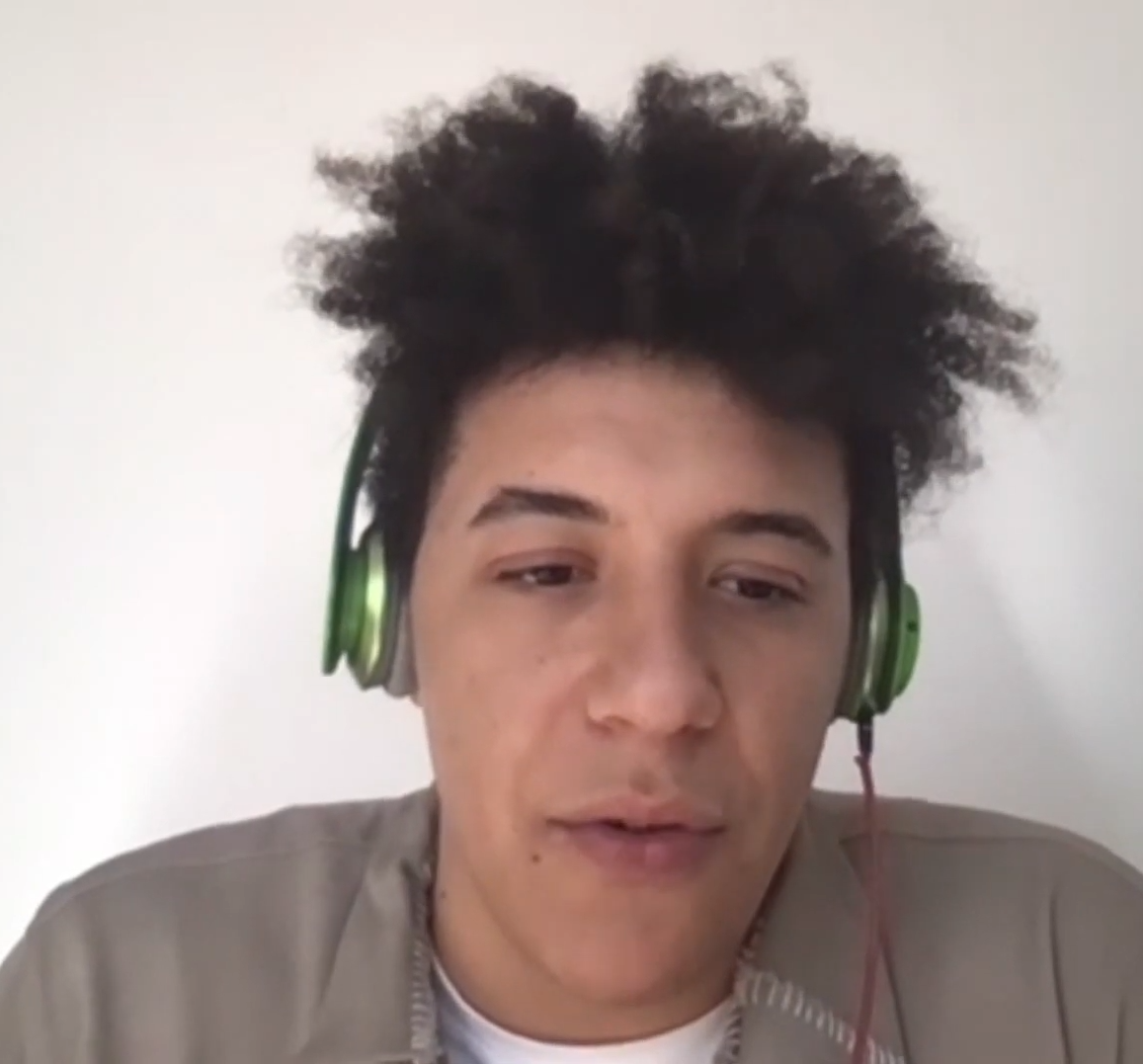
Yuman

Yuman (* 1995 als Yuri Santos Tavares Carloia in Rom) ist ein italienischer Popsänger.

## Werdegang
Yuman wuchs als Sohn eines kapverdischen Vaters und einer italienischen Mutter in Rom auf. Er begann früh, selbst Musik zu machen, und 2015 sammelte er neue musikalische Erfahrungen bei Aufenthalten in Berlin und London. In Rom wurde das Label Leave Music auf ihn aufmerksam, das ihn 2017 unter Vertrag nahm. Ende 2018 debütierte der Musiker mit der Single Twelve. 2019 folgte die Single Run, mit der er unter anderem in der Pierre M. Krause Show im SWR auftrat. Im selben Jahr erschien das Debütalbum Naked Thoughts, im Vertrieb von Universal. Ebenfalls 2019 trat Yuman beim Festival SXSW Music in Austin auf.
2021 meldete sich der Musiker mit der Single I Am zurück. Außerdem erreichte er mit dem Lied Mille notti das Finale des Wettbewerbs Sanremo Giovani, das er gewinnen konnte. Dadurch qualifizierte er sich für das Sanremo-Festival 2022.

## Diskografie
Alben
- Naked Thoughts (2019)

### Singles
| Jahr | Titel Album | Höchstplatzierung, Gesamtwochen, AuszeichnungChartsChartplatzierungen (Jahr, Titel, Album, Platzierungen, Wochen, Auszeichnungen, Anmerkungen) | Anmerkungen                       |
| Jahr | Titel Album | IT | Anmerkungen                       |
| ---- | ----------- | --- | --------------------------------- |
| 2022 | Ora e qui – | IT38 (3 Wo.)IT | Beitrag zum Sanremo-Festival 2022 |

## Belege
1. ↑  Yuman. In: Sanremo 2022. Rai, abgerufen am 8. Januar 2022.
2. ↑  Mattia Marzi: Sanremo Giovani 2022, chi è Yuman: da Valle Aurelia al palco con i big. In: Il Messaggero. 16. Dezember 2021, abgerufen am 8. Januar 2022 (italienisch).
3. ↑  Chartquellen: IT

| Personendaten    | Personendaten                              |
| ---------------- | ------------------------------------------ |
| NAME             | Yuman                                      |
| ALTERNATIVNAMEN  | Santos Tavares Carloia, Yuri (Geburtsname) |
| KURZBESCHREIBUNG | italienischer Popsänger                    |
| GEBURTSDATUM     | 1995                                       |
| GEBURTSORT       | Rom                                        |